# Haden

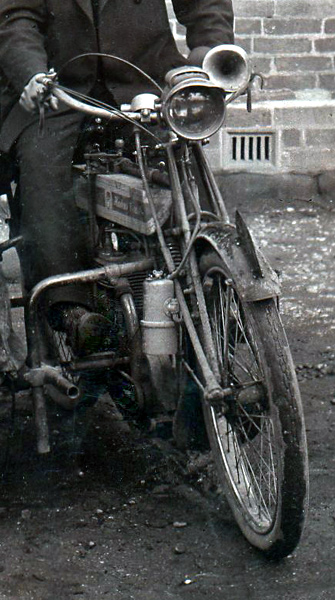
Alfred Hamlet Haden op een van zijn eigen producten (mét zijspan), ca. 1906-1909

Haden is een historisch Brits merk van motorfietsen.
De bedrijfsnaam was A.H. Haden Motorcycles, Birmingham.

## Haden
Na de uitvinding van de veiligheidsfiets door John Kemp Starley in 1885 ontstonden er veel rijwielfabrieken in het Verenigd Koninkrijk. Daaronder ook die van George Joseph Haden. Zijn zoon Alfred Hamlet Haden volgde hem op, en bleef van 1902 tot 1912 fietsen produceren, maar al in 1906 werden de eerste motorfietsen gebouwd. In 1913 kocht hij het merk Regal, dat ook in Birmingham gevestigd was, en daardoor kon de productie van motorfietsen flink opgevoerd worden.

## New Comet
Hoewel er onder de merknaam "Haden" nog steeds motorfietsen verkocht werden, bouwde men ook modellen die als "New Comet" verkocht werden. Daarin werden inbouwmotoren van PeCo, JAP, Precision en Climax gehangen. Die waren grotendeels ook al door Regal gebruikt. Waarschijnlijk werd de naam "New Comet" gebruikt om het merk te onderscheiden van het merk Comet dat in Londen gevestigd was en tussen 1904 en 1907 motorfietsen had gemaakt. Een New Comet werd in 1920 en 1921 ingezet in de TT van Man. De productie eindigde in 1924, maar in 1931 werd opnieuw een klein aantal New Comets met een 198 cc Villiers tweetaktmotor geleverd.
Vanaf 1937 werd het bedrijf geleid door Alfred Hamlet's zoons Donald William en Denis Howard. De bedrijfsnaam werd toen "Haden Bros" en men produceerde tankonderdelen voor het Britse leger. Na de Tweede Wereldoorlog maakte men naam met de productie van fiets- en motorfietsonderdelen. De productie hiervan liep van 1954 tot aan het faillissement in 2002. Denis Howard Haden had intussen zijn eigen bedrijf opgericht: D.H. Haden Ltd., waar hij waterkokers produceerde.